# アニエス・ギュモ
アニエス・ギュモ（Agnès Guillemot, 1931年 - 2005年12月17日）は、フランスの編集技師である。ヌーヴェルヴァーグの映画作家と同世代であり、彼らを編集の面で支えた代表的技術者である。

## 人物・来歴
ノール県ルーベーに生まれる。
1960年、リュック・ムレのデビュー作『焼け過ぎのステーキ』、ジャン＝リュック・ゴダールが主演し、エリック・ロメールが監督した短篇映画『紹介、またはシャルロットとステーキ』を編集して、編集技師として一本立ちした。以降、『女は女である』（1961年）から『ウイークエンド』（1967年）までのゴダールには欠かせない編集技師となり、バトンタッチするかのようにフランソワ・トリュフォー作品を翌年の『夜霧の恋人たち』（1968年）から『家庭』（1970年）まで手がけた。
1975年からまた復帰し、『さよならの微笑』（1975年）から『C階段』（1985年）までのジャン＝シャルル・タケラ作品を手がけ、以降、ジャック・デュロン、フランチェスカ・コメンチーニ、ニコル・ガルシア、グザヴィエ・ボーヴォワといった俳優出身の新人監督の作品を多く手がけた。
2005年12月17日、パリで死去した。満74歳没。

## フィルモグラフィ
- 焼け過ぎのステーキ (Un steack trop cuit) : 監督リュック・ムレ、1960年
- 紹介、またはシャルロットとステーキ (Présentation ou Charlotte et son steak) : 監督エリック・ロメール、1960年
- 女は女である (Une femme est une femme) : 監督ジャン＝リュック・ゴダール、1961年
- 女と男のいる舗道 (Vivre sa vie) : 監督ジャン＝リュック・ゴダール、1962年
- 小さな兵隊 (Le Petit soldat) : 監督ジャン＝リュック・ゴダール、1963年
- ロゴパグ (Rogopag) : 監督ロベルト・ロッセリーニ, ジャン＝リュック・ゴダール, ピエル・パオロ・パゾリーニ, ウーゴ・グレゴレッティ、1963年
- カラビニエ (Les Carabiniers) : 監督ジャン＝リュック・ゴダール、1963年
- 軽蔑 (Le Mépris) : 監督ジャン＝リュック・ゴダール、1963年
- はなればなれに (Bande à part) : 監督ジャン＝リュック・ゴダール、1964年
- 世界詐欺物語 (Les Plus belles escroqueries du monde) : 監督堀川弘通, ロマン・ポランスキー, ウーゴ・グレゴレッティ, クロード・シャブロル, ジャン＝リュック・ゴダール、1964年
- ドリフト (La Dérive) : 監督ポーラ・デルソル、1964年
- 恋人のいる時間 (Une femme mariée) : 監督ジャン＝リュック・ゴダール、1964年
- スタンダールの恋愛論 (de l'amour)  : 監督ジャン・オーレル、1964年
- アルファヴィル (Alphaville) : 監督ジャン＝リュック・ゴダール、1965年
- 男性・女性 (Masculin) : 監督ジャン＝リュック・ゴダール、1966年
- メイド・イン・USA (Made in USA) : 監督ジャン＝リュック・ゴダール、1966年
- 愛すべき女・女たち (Le Plus vieux métier du monde) : 監督クロード・オータン＝ララ, フィリップ・ド・ブロカ, マウロ・ボロニーニ, ジャン＝リュック・ゴダール, フランコ・インドヴィナ, ミヒャエル・フレガール、1967年
- 中国女 (La Chinoise) : 監督ジャン＝リュック・ゴダール、1967年
- ウイークエンド (Week-End) : 監督ジャン＝リュック・ゴダール、1967年
- 休戦 (La Trêve) : 監督クロード・ギュモ、1968年
- 青い恋人たちの詩 (Les Gauloises bleues) : 監督ミシェル・クールノ、1968年
- 夜霧の恋人たち (Baisers volés) : 監督フランソワ・トリュフォー、1968年
- 愛と怒り (Évangile 70) (Amore e rabbia) : 監督マルコ・ベロッキオ, ベルナルド・ベルトルッチ, ジャン＝リュック・ゴダール, カルロ・リッツアーニ, ピエル・パオロ・パゾリーニ, エルダ・タットーリ、1969年
- 暗くなるまでこの恋を (La Sirène du Mississippi) : 監督フランソワ・トリュフォー、1969年
- 野生の少年 (L'Enfant sauvage) : 監督フランソワ・トリュフォー、1970年
- 家庭 (Domicile conjugal) : 監督フランソワ・トリュフォー、1970年
- さよならの微笑 (Cousin, cousine) : 監督ジャン＝シャルル・タケラ、1975年
- わたしのようなタイプは絶対に死なない (Un type comme moi ne devrait jamais mourir) : 監督ミシェル・ヴィアネー、1976年
- 青い国 (Le Pays bleu) : 監督ジャン＝シャルル・タケラ、1977年
- ずっとあなたを愛してる (Il y a longtemps que je t'aime) : 監督ジャン＝シャルル・タケラ、1979年
- 重要さを欠いた物語 (Une histoire sans importance) : 監督ジャック・デュロン、1980年
- 人生をたのしむ (Croque la vie) : 監督ジャン＝シャルル・タケラ、1981年
- 死体を積んで (Invitation au voyage) : 監督ピーター・デル・モンテ、1982年
- 狂った対角線 (La Diagonale du fou) : 監督リシャール・ダンボ、1984年
- C階段 (Escalier C) : 監督ジャン＝シャルル・タケラ、1985年
- La Brute : 監督クロード・ギュモ、1987年
- 湖の光 (La Lumière du lac) : 監督フランチェスカ・コメンチーニ、1988年
- 隔週の週末 (Un week-end sur deux) : 監督ニコル・ガルシア、1990年
- 天使のように汚れて (Sale comme un ange) : 監督カトリーヌ・ブレヤ、1991年
- 北 (Nord) : 監督グザヴィエ・ボーヴォワ、1991年
- 恋人たち (Les Amoureux) : 監督カトリーヌ・コルシーニ、1994年
- お気に入りの息子 (Le Fils préféré) : 監督ニコル・ガルシア、1994年
- 死が近いことを忘れるな (N'oublie pas que tu vas mourir) : 監督グザヴィエ・ボーヴォワ、1995年
- Mémoires d'un jeune con : 監督パトリック・オーリニャック、1996年
- 堕ちてゆく女 (Parfait Amour !) : 監督カトリーヌ・ブレヤ、1996年
- ロマンスX (Romance) : 監督カトリーヌ・ブレヤ、1999年

## 註
1. 1 2 3 4 5 6 7 8  #外部リンク欄、Agnès Guillemot （英語）, Internet Movie Database, 2009年10月19日閲覧。二重リンクを省く。